# Distrito de Kaushambi
Kaushambi (en hindi; कौशाम्बी ज़िला, urdu; کوشامبی ضلع) es un distrito de India en el estado de Uttar Pradesh. Código ISO: IN.UP.KS.
Comprende una superficie de 1 903 km².
El centro administrativo es la ciudad de Manjhanpur.

## Demografía
Según censo 2011 contaba con una población total de 1 596 909 habitantes.